# Dongjin (köpinghuvudort i Kina, Heilongjiang Sheng, lat 46,74, long 127,21)
Dongjin (kinesiska: 东津, 东津镇) är en köpinghuvudort i Kina. Den ligger i provinsen Heilongjiang, i den nordöstra delen av landet, omkring 120 kilometer norr om provinshuvudstaden Harbin. Antalet invånare är 30 190. Befolkningen består av 14 997 kvinnor och 15 193 män. Barn under 15 år utgör 12,0 %, vuxna 15-64 år 79 %, och äldre över 65 år 8,0 %.
Runt Dongjin är det ganska tätbefolkat, med 185 invånare per kvadratkilometer. Närmaste större samhälle är Suihua, 19,7 km sydväst om Dongjin. Trakten runt Dongjin består till största delen av jordbruksmark.
Genomsnittlig årsnederbörd är 871 millimeter. Den regnigaste månaden är juli, med i genomsnitt 215 mm nederbörd, och den torraste är januari, med 9 mm nederbörd.